# エドマンド・ブランデン

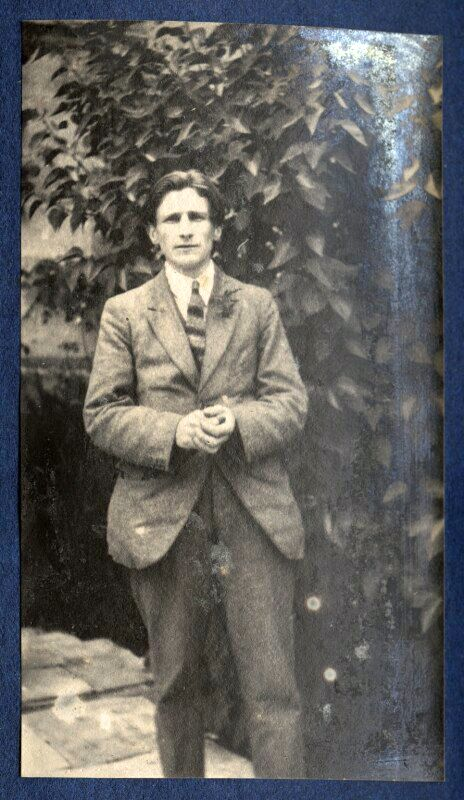
Edmund Blunden (1923)

エドマンド・チャールズ・ブランデン（Edmund Charles Blunden, 1896年11月1日 - 1974年1月20日）は第一次世界大戦の従軍体験を題材にした詩で知られるイギリスの詩人・文芸評論家。

## 経歴
ロンドンに生まれたブランデンは、4歳のときに教師をしていた父の転勤で、ケント州のヨールディング村に転居、当地で12歳までの幼少期を過ごしている。1909年、ブランデンは、400年の伝統を誇るパブリック・スクールであるクライスツ・ホスピタルに入学、古典を専攻したブランデンはラテン語を学ぶ日々を過ごす一方で、クリケットやラグビーにも熱中、文武両道というにふさわしい学生生活を送っていたという。
第一次世界大戦勃発の翌年にあたる1915年、クライスツ・ホスピタル校を卒業したブランデンはオックスフォード大学クイーンズ・コレッジの奨学金を獲得後、ロイヤル・サセックス連隊に志願、イープルの戦いやソンムの戦いなどに従軍し、その勲功により、ミリタリー・クロスを受章している。ブランデンの戦争体験は、数々の戦争詩という形で文学的に結実し、特に1928年に発表された散文、『大戦微韻』（Undertones of War）はブランデンの従軍体験を題材にした作品でもっとも世に知られたものとなっている。彼の戦争詩はジークフリード・サスーンやウィルフレッド・オーエンのそれとは異なり、戦場の生々しい描写というよりは戦場の風景を描いた作品が多いのが特徴といえよう。
大戦終結後、ブランデンは大学に復学、大戦中に結婚した妻との新婚生活に、この頃知り合った詩人ジーグフリード・サスーンやロバート・グレイヴズらとの交友などブランデンは多忙な日々を過ごす。やがて詩人としての才能も認められるようになり、かつ結婚生活を維持していくための経済的必要性に迫られたブランデンは大学を中退、文芸誌の編集に携わるようになる。1922年にホーソーンデン賞を受賞、1924年には来日して東京帝国大学で3年間に渡って英文学を講じており、中野好夫らがブランデンの薫陶を受けた。南條範夫の小説『初恋に恋した女 与謝野晶子』の冒頭部分には南條と文学部の友人とその先生にあたるブランデンの三人で本郷からお茶の水まで歩いたところで与謝野晶子を見かける場面がある。東京大学ラグビー部の部歌 " Up, Up! " の作詞者はブランデンである。ブランデンと日本との絆は深く、戦後にも1947年-1950年にかけて日本に滞在、仙台文学館、松島の新富山、倉敷、広島などにブランデンの歌碑が建てられている他、近年では滞日中に知り合った日本人女性、林アキ (1889年-1962年) との関係にも光が当てられつつある。
1931年、ブランデンはオックスフォード大学のマートン・コレッジのフェローに就任、1944年まで在任。1967年から翌年までは香港で英文学を講じ、その後はオックスフォード大学の詩学教授を務めた。

## 邦訳
- 欧洲大戦物語（編）大竹鳳一郎訳 人格社 1931
- 戦争小説集（編）大竹鳳一郎訳 日本公論社 1938
- 英文学の主流 阿部知二・尾上政次共訳 大阪教育図書 1948
- 日本遍路 富山茂訳 朝日新聞社 1950
- さよなら日本 富山茂訳 角川書店 角川新書 1957
- ブランデンの愛の手紙 ひとつの日英文化交流史 岡田純枝監修 稲葉秀子訳

平凡社〈20世紀メモリアル〉 1995.1 （林アキとの書簡）